# UTC+11:30

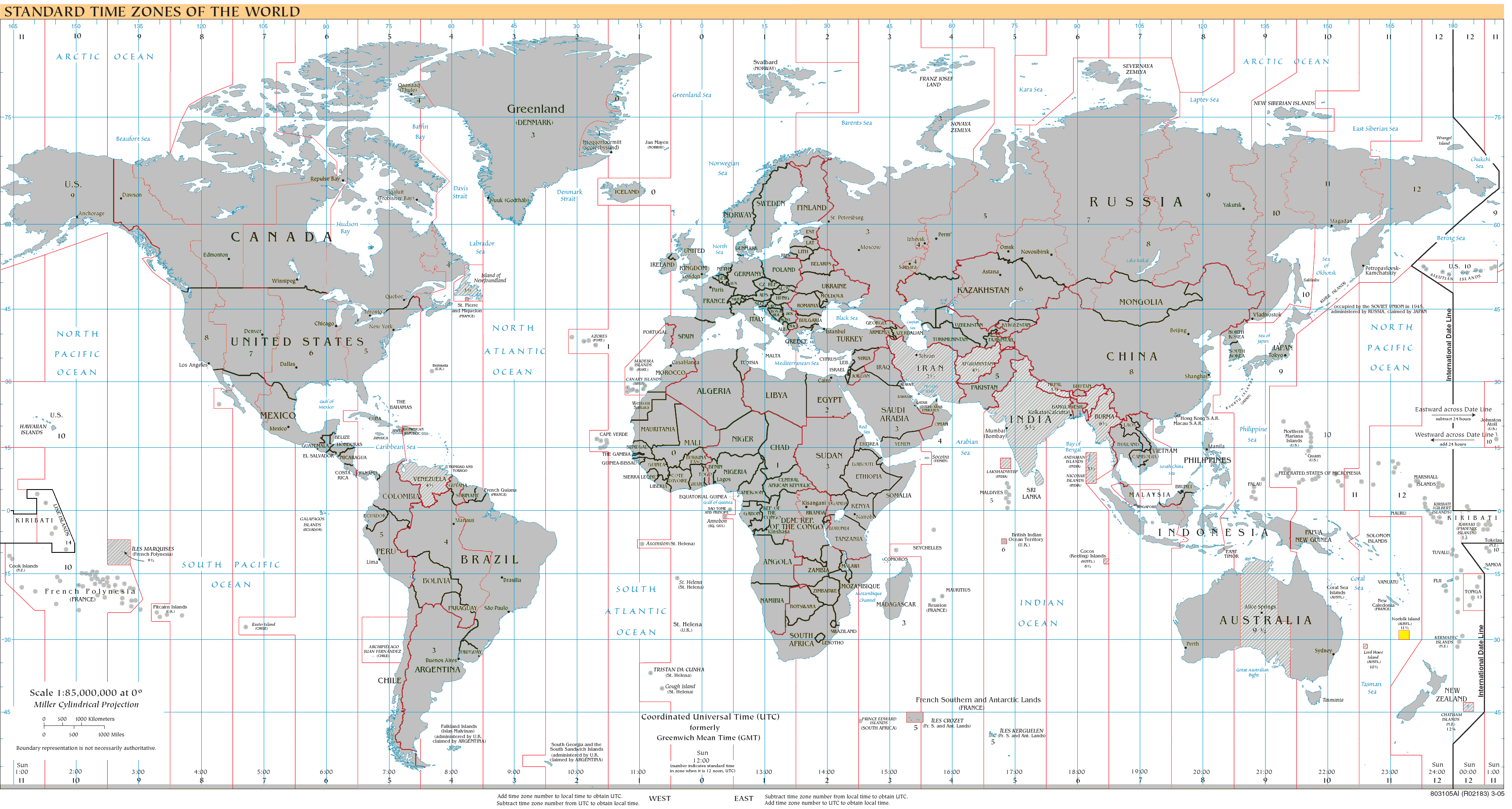
UTC+11:30: Blau (hivern), Taronja (estiu), Groc (Tot l'any), Blau cel - àrea marina

UTC+11:30 és una zona horària d'UTC utilitzada durant tot l'any com horari estàndard a Austràlia i les Illes Norfolk.

## Històric
El 2 de novembre de 1868, Nova Zelanda adopta una hora estàndard nacional, probablement el primer país a fer-ho. Va ser basat en la longitud 172° 30′ Est de Greenwich. Avui això seria al voltant de la mateixa zona coberta per UTC+11:30.
L'any 1941, a N. Zelanda, van avançar els rellotges una mitja-hora, conduint a un decalatge de 12 hores d'avanç sobre l'horari GMT. Aquest canvi ha restat permanent des de l'any 1946 esdevenint la base per l'hora neozelandesa.